# Der Prozeß (film)
Der Prozeß is een Oostenrijkse dramafilm uit 1948 onder regie van Georg Wilhelm Pabst. De film handelt over de Tiszaeszlár-affaire.

## Verhaal
In Hongarije wordt een groep Joden beschuldigd van de moord op een jong meisje, dat in werkelijkheid zelfmoord heeft gepleegd. Een jonge advocaat verdedigt de beklaagden en pleit voor vrijheid van godsdienst.

## Rolverdeling
| Acteur             | Personage                |
| ------------------ | ------------------------ |
| Ewald Balser       | Dr. Eötvös               |
| Marianne Schönauer | Verloofde van dr. Eötvös |
| Ernst Deutsch      | Scharf                   |
| Rega Hafenbrödl    | Vrouw                    |
| Albert Truby       | Moritz                   |
| Heinz Moog         | Baron Onody              |
| Maria Eis          | Weduwe Solymosi          |
| Aglaja Schmid      | Esther                   |
| Ida Russka         | Boerin Batori            |
| Iván Petrovich     | Egressy                  |
| Gustav Diessl      | Both                     |